# КК Сакарија ББ
КК Сакарија ББ (тур. Sakarya Büyükşehir Belediyesi Spor Kulübü; Sakarya BB) је турски кошаркашки клуб из Сакарије. У сезони 2018/19. такмичи се у Првој лиги Турске.

## Историја
Клуб је основан 2013. године, а од сезоне 2017/18. такмичи се у Првој лиги Турске.

## Учинак у претходним сезонама
| Сез.     | Првенство Турске | Куп Турске   | Европско такмичење                 |
| -------- | ---------------- | ------------ | ---------------------------------- |
| 2017/18. | Четвртфинале ПО  | Четвртфинале | —                                  |
| 2018/19. | 15. место        | —            | ФИБА Куп Европе — Прва групна фаза |

## Познатији играчи
- Керем Гонлум
- Никола Јанковић